# عناصر جرم
عناصر جرم یا ارکان تشکیل‌دهندهٔ جرم شرایطی‌اند که اثباتشان برای محکوم کردن مجرم به ارتکاب جرم لازم است. در نظام حقوقی مدنی رومی–ژرمنی عناصر جرم به دو دستهٔ عناصر عمومی جرم و عناصر اختصاصی جرم تقسیم می‌شود. در حقوق کیفری عمومی عناصر عمومی بررسی می‌شوند و در حقوق کیفری اختصاصی عناصر اختصاصی.
در حقوق کیفری عمومی ایران، عناصر عمومی جرم شامل سه رکن عنصر قانونی، عنصر روانی، و عنصر مادی است.

## عنصر قانونی
عنصر قانونی به این معناست که تنها فعل یا ترک فعلی جرم محسوب می‌شود که در قانون برای آن مجازاتی در نظر گرفته شده باشد، یا به عبارتی قانون آن را جرم محسوب نموده و برای آن مجازاتی معین کرده باشد. این اصل «اصل قانونی بودن جرایم و مجازات‌ها» نامیده می‌شود؛ بنابراین هیچ جرمی وجود ندارد، مگر آنکه قانون آن را بیان کرده باشد.
به این ترتیب این اصل تعیین مجازات از سوی اشخاص و سازمان‌ها و نهادهای دولتی و انتظامی را بی‌اعتبار می‌داند. در ایران اما اصل ۱۶۷ قانون اساسی و عرف موجود باعث شده‌است که در مورد رعایت این اصل تردید باشد.

## عنصر مادی جرم
عنصر مادی (به لاتین: Actus reus) به معنای ظهور پدیده مجرمانه در عالم واقع است. جنایاتی که افراد در ذهن خود مرتکب می‌شوند هیچگاه جرم تلقی نمی‌شود. به همین جهت مجردِ قصد و تصمیم برای وقوع یک جرم کافی نیست.

## عنصر معنوی
عنصر مجرمانه یا نیت مجرمانه (به لاتین: Mens rea) قصد سوء فاعل جرم، اراده آزاد(اختیار) او در هنگام انجام عمل و قوه تمیز خوب و بد در شخصی است که عمل مجرمانه‌ای را مرتکب می‌شود. باید توجه داشت که نیت با انگیزه تفاوت دارد. برای مثال این که رابین هود پول لرد ناتینگهام را می‌دزدید تا آن را به فقرا ببخشد، به معنای این نیست که او دزدی نکرده‌است. او هر چند نیت خوبی داشت اما در هر حال فعل ربودن را مرتکب می‌شد.